# Reserva natural de Dzhugdzur
La reserva natural de Dzhugdzur (en ruso: Джугджурский заповедник) es una reserva natural estricta (un 'Zapovédnik') de Rusia. Localizada en la costa del mar de Ojotsk, en el distrito administrativo (raión) de Ayán-May en el Krai de Jabárovsk, en el Lejano Oriente ruso. Con más de 8000 km² de área terrestre y más de 500 km² de área marina, es la mayor de las seis reservas naturales que existen en el Krai de Jabárovsk. En el territorio de la reserva existen arroyos de desove en el mar de Ojotsk para el salmón chum (Oncorhynchus keta), salmón rosado (Oncorhynchus gorbuscha) y salmón coho (Oncorhynchus kisutch).

## Topografía
Geográficamente, la reserva de Dzhugdzur se encuentra en la región conocida como «Priojote» («Contra el Ojotsk»), el área en la costa oeste y noroeste inmediata del mar de Ojotsk. Las montañas Dzhugdzursky se extienden desde el suroeste hasta el noreste, suben por la costa norte del mar de Ojotsk y continúan unos 1500 km hacia el noreste. El área es remota, con pocos asentamientos o pueblos; la reserva se encuentra a 1447 km de la capital regional, Jabárovsk. La reserva en sí se divide en tres secciones: «Dzhugdzhur», la «Costa» y las «Islas de Malmo».
La sección norte (Dzhugdhzur) está atravesada por los montes Dzhugdzhur, que alcanza entre 1400 y 1800 metros de altura. La parte sureste de la sección Dzhugdzurksy es una serie de estribaciones montañosas hacia la franja costera y es de muy difícil acceso. El punto más alto en la sección norte es el monte Topko (1906 metros). La sección sur de la reserva ("Costa") es una cresta de 600 a 800 metros que cae precipitadamente hacia la costa del mar de Ojotsk. A lo largo de toda la cresta solo hay un corte de río (el valle del río Lantar), y los acantilados rocosos hacen que este tramo también sea de muy difícil acceso.

## Clima y ecorregión
La reserva de Dzhugdzur se encuentra en el extremo oriental de la ecorregión de la taiga de Siberia Oriental, una gran región que se extiende desde el río Yeniséi hasta el sistema del río Lena y al sureste hasta el mar de Ojotsk. El límite norte de la región llega al círculo polar ártico y su límite sur alcanza los 52° de latitud norte. La vegetación dominante es la taiga de coníferas clara con alerce de Dahurian (Larix gmelinii) que forma el dosel arbóreo en áreas con poca capa de nieve. La ecorregión es rica en minerales.
El clima de la región es semiárido frío (clasificación climática de Köppen (ET)). Este es un clima local en el que al menos un mes tiene una temperatura promedio lo suficientemente alta como para derretir la nieve (0 °C (32 °F)), pero ningún mes tiene una temperatura promedio superior a 10 °C (50 °F).
El hielo en el Mar de Ojotsk puede permanecer hasta bien entrado junio o incluso julio. Por lo tanto, la temperatura del agua superficial aumenta lentamente y solo puede alcanzar los 10-12 °C en el verano. Como resultado, la región costera de Dzhugdzur tiene un verano corto, frío y húmedo. Hay una media de 50 días de niebla al año en la costa, con lluvias y lloviznas frecuentes.

## Flora y fauna

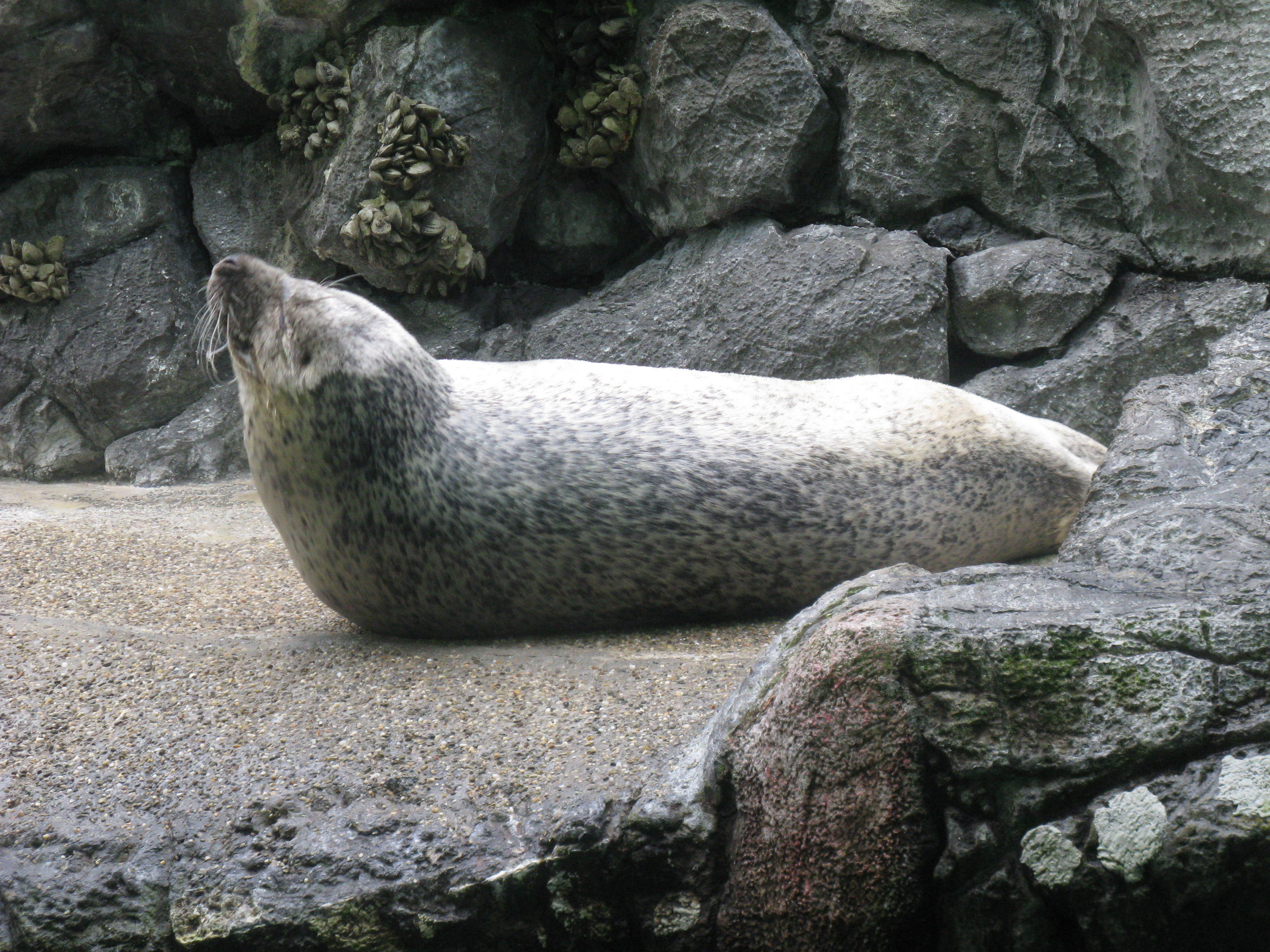
Una foca manchada. La región costera de la reserva cuenta con una amplia gama de especies de focas

La zona más septentrional, es principalmente un bosque de alerces, representativo de la ecorregión, con algo de pino silvestre. Las regiones costeras de la reserva tienen una flora característica de la región de Ojotsk-Kamchatka. Sin embargo, el clima severo (frío, húmedo y con fuertes vientos del noroeste en invierno) favorece una amplia gama de especies de aves: se han registrado 185 especies de aves en la reserva, con 126 anidando en el territorio.
Los animales de la reserva son los representativos de la zono de encuentro de la taiga de Siberia Oriental (marta cibelina, lince común, lobo gris, oso pardo, glotón, alce), el Ártico (perdiz nival, ratonero calzado) y el asiático (incluido la oveja de las nieves). En la costa del mar de Ojotsk hay una gran variedad de pinnípedos (es decir, focas) tales como: foca anillada (Pusa hispida), foca manchada (Phoca largha) y foca barbuda (Erignathus barbatus).

## Ecoeducación y acceso
Al tratarse de una reserva natural estricta, la reserva natural de Dzhugdzur está en su mayor parte cerrada al público en general, aunque los científicos y aquellos con fines de «educación ambiental» pueden hacer arreglos con la administración del parque para realizar visitas guiadas. La reserva permite excursiones «ecoturísticas» al público en general con ciertas limitaciones en ciertas rutas acompañados por guardabosques de la reserva, pero requiere que la solicitud de permisos se realice con anticipación para su aprobación.